# Carl Fabian Björling
Carl Fabian Emanuel (Manne) Björling, född 30 november 1839 i Västerås, död 6 maj 1910 i Lund, var en professor i matematik vid Lunds Universitet och läroboksförfattare. Manne var son till matematikern Emanuel Gabriel Björling och far till juristen Carl Georg Björling, och svåger med Knut Henning Gezelius von Schéele och Carl Cederström.

## Biografi
Björling blev vid Uppsala universitet 1863 filosofie doktor (primus) och samma år docent i matematik. År 1867 utnämndes han till lektor i matematik och fysik vid Halmstads högre allmänna läroverk, varefter han under åren 1873–1904 var professor i matematik vid Lunds universitet.
Björling publicerade vetenskapliga arbeten i lärda samfunds handlingar och tidskrifter, men utöver dessa även populära arbeten. Han var censor vid mogenhetsexamina från 1880 och hade plats i 1882–1884 års läroverkskommitté. Åren 1882–1888 var han ordförande i Akademiska Föreningen. Han blev ledamot av Vetenskapsakademien 1886 och av Vetenskapssocieteten i Uppsala 1888.

### Familj
I sitt äktenskap med Minna Agnes Cecilia von Schéele (1843–1937) fick han åtta barn varav fem nådde vuxen ålder:
- Henning Emanuel 1869-02-19 till 1939-03-23
- Carl Georg Emanuel 1870-09-16 till 1934-03-14
- Anna Matilda Emilia 1872-07-19 till 1959-03-27
- Disa Emilia (Emelie) 1878-02-24 till 1968-03-24
- Augusta Emilia 1884-04-13 till 1969-10-12

Manne, hustrun Agnes och dottern Anna är begravda på Östra kyrkogården i Lund. I samma grav finns också stenar för hans tre barn som dog unga, det är dock oklart om dessa barn ligger i graven. 
De tre små gravstenarna är för barnen:
- Agnes Emilia 1874-10-28 till 1875-03-21
- Gerda Augusta Emilia 1876-02-07 till 1883-21-27
- Clara Charlotta Emilia 1880-09-13 till 1883-11-16